# Tempio sospeso
Il tempio sospeso o monastero sospeso o tempio Xuankong (懸空寺T, 悬空寺S, Xuánkōng SìP) è un tempio costruito su una rupe a 75 metri di altezza, vicino al Monte Heng, nella contea di Hunyuan della città di Datong, nella provincia cinese dello Shanxi. Insieme alle grotte di Yungang è una delle maggiori attrazioni turistiche della zona.
Costruito nella prima metà del primo millennio, deve il suo valore non solo alla posizione, ma anche al fatto che è il solo esempio di tempio dove si combinano le tre religioni tradizionali cinesi: buddismo, taoismo e confucianesimo.